# BYD Song Max
BYD Song Max — компактвэн китайской компании BYD, серийно выпускаемый с 2017 года.

## Описание
BYD Song Max впервые был представлен в апреле 2017 года. В сентябре 2017 года автомобиль был запущен в продажу в Китае. 
В апреле 2019 года на Шанхайском автосалоне были представлены гибридные автомобили BYD Song Max DM (Dual-mode) и BYD Song EV, которые идентичны Song Max за исключением радиаторной решётки и эмблемы. В августе 2020 года автомобиль прошёл рестайлинг переднего бампера и задней части.
С 2022 года также выпускается электромобиль BYD Song Max DM-i.

## Технические характеристики
BYD Song Max оснащён 1,5-литровым бензиновым двигателем мощностью 156 л. с. и крутящим моментом 240 Н⋅м, который сочетается в паре с шестиступенчатой механической или же трансмиссией с двумя сцеплениями.

## Галерея

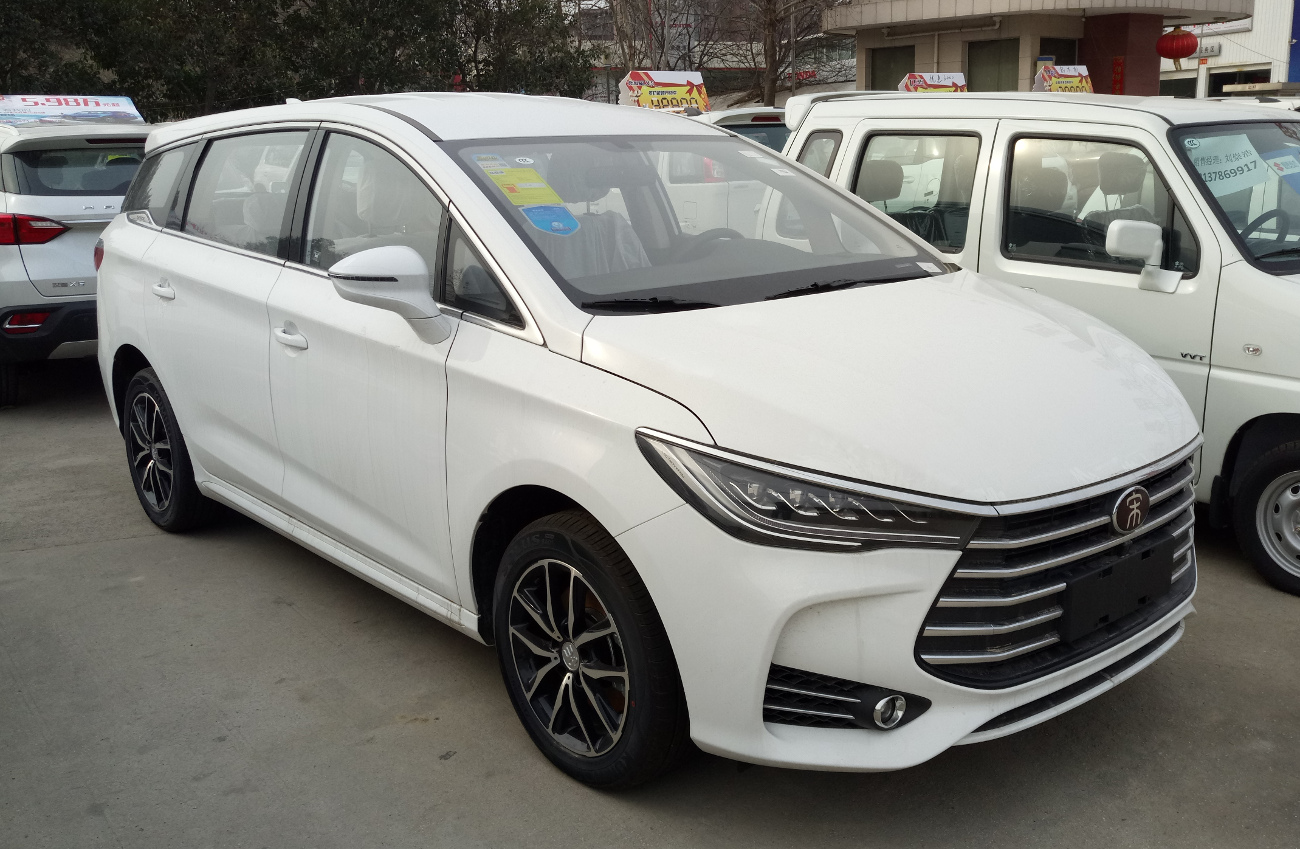
Вид спереди
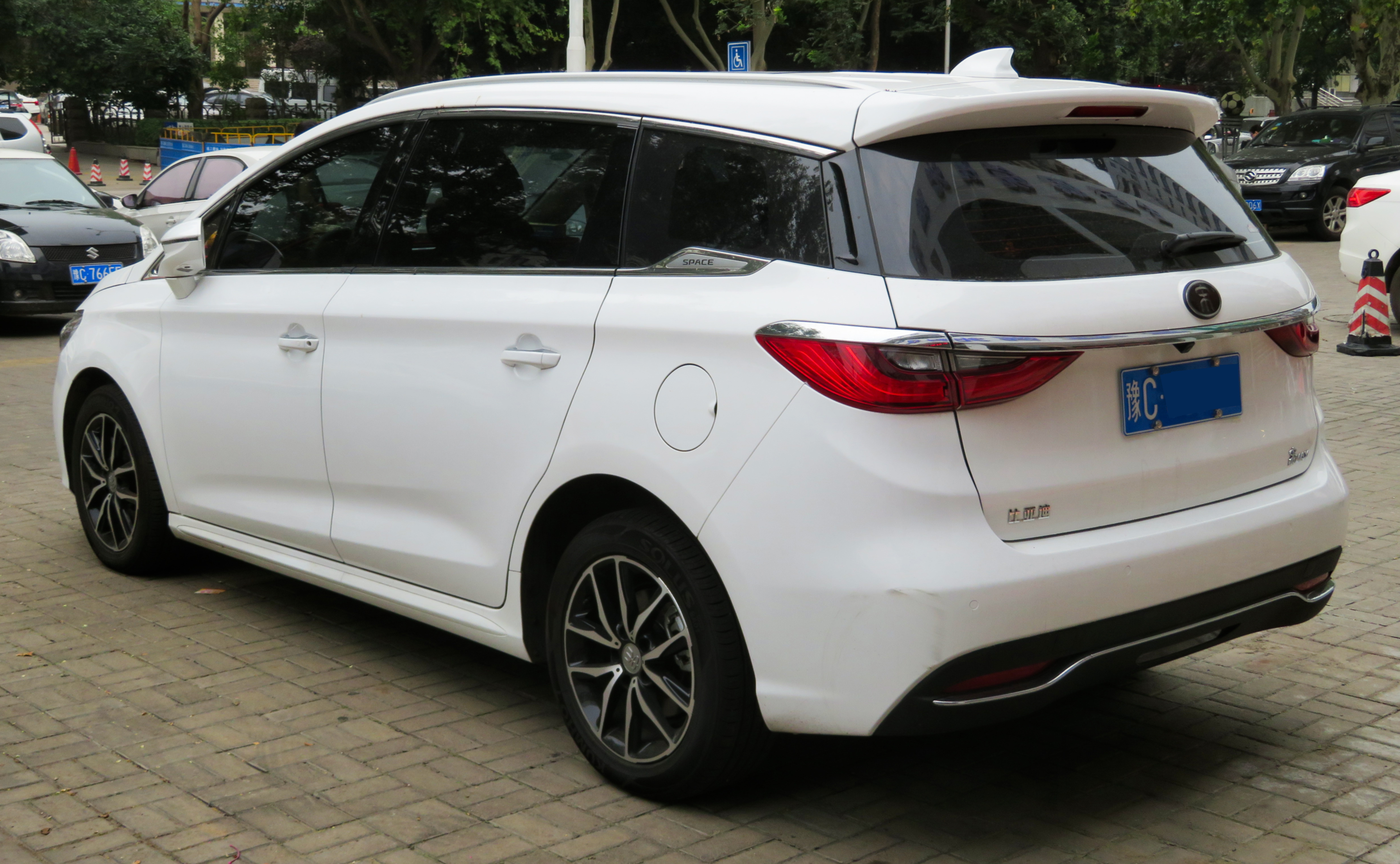
Вид сзади
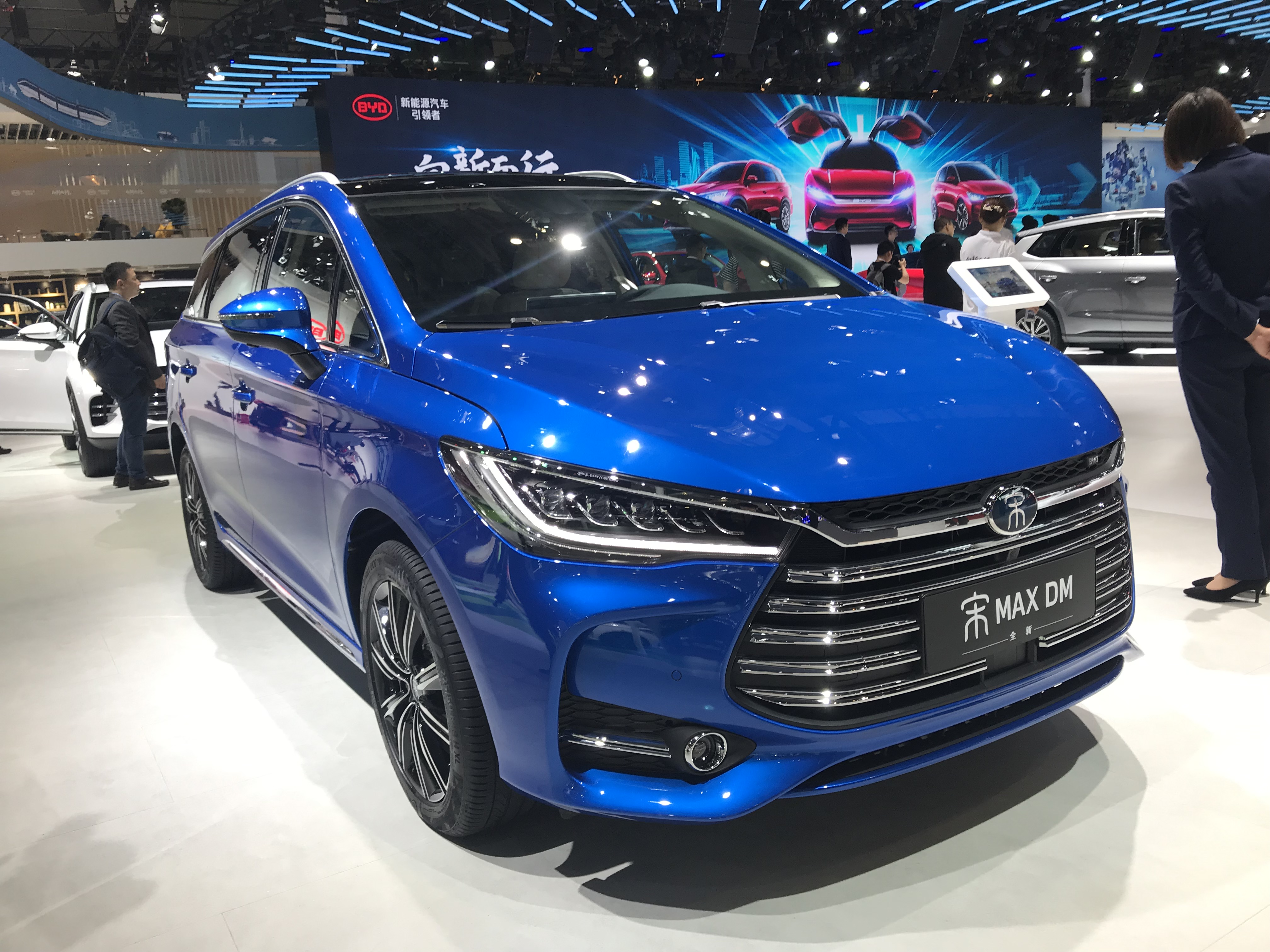
BYD Song Max DM
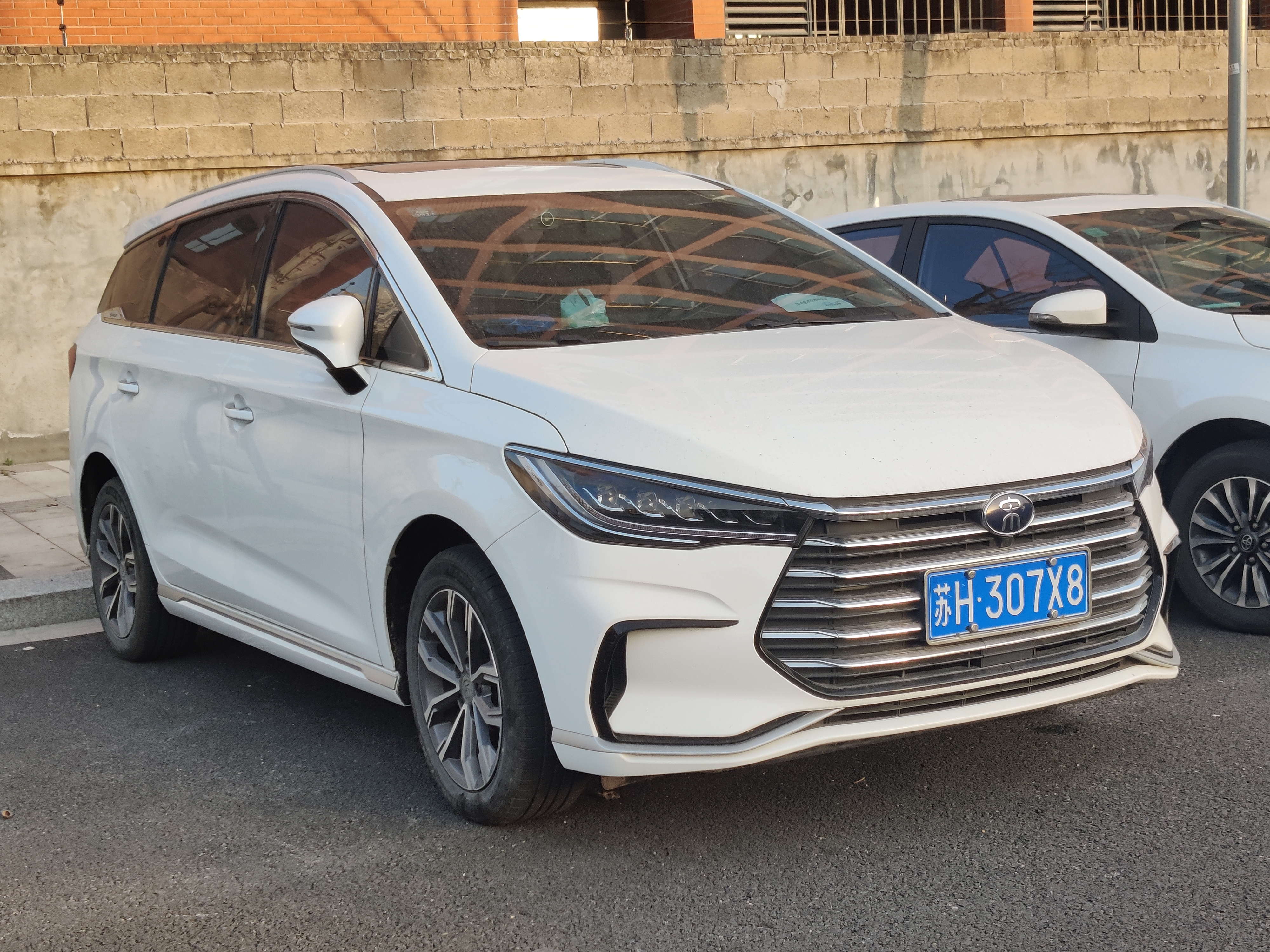
Рестайлинг передней части
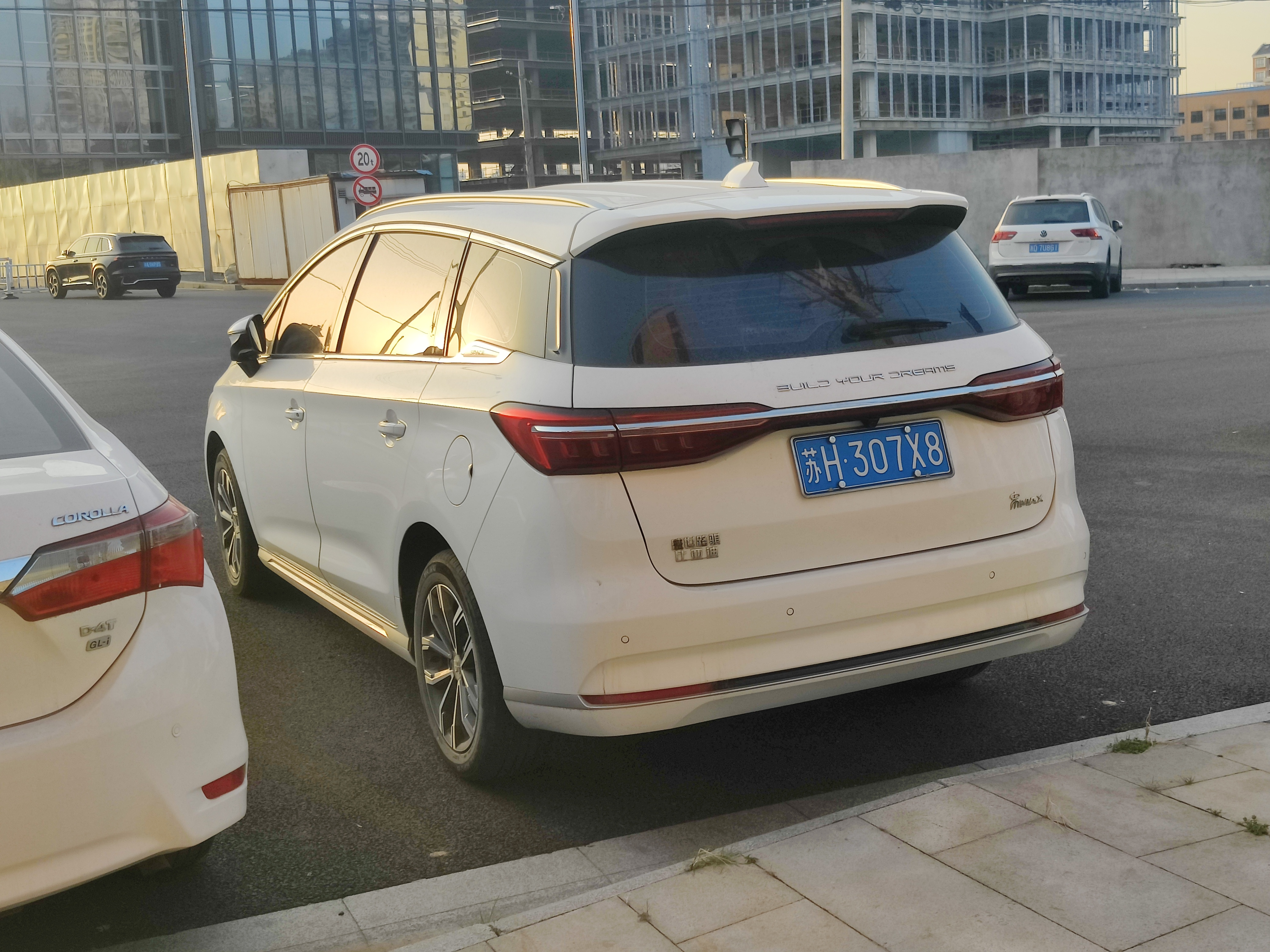
Рестайлинг задней части
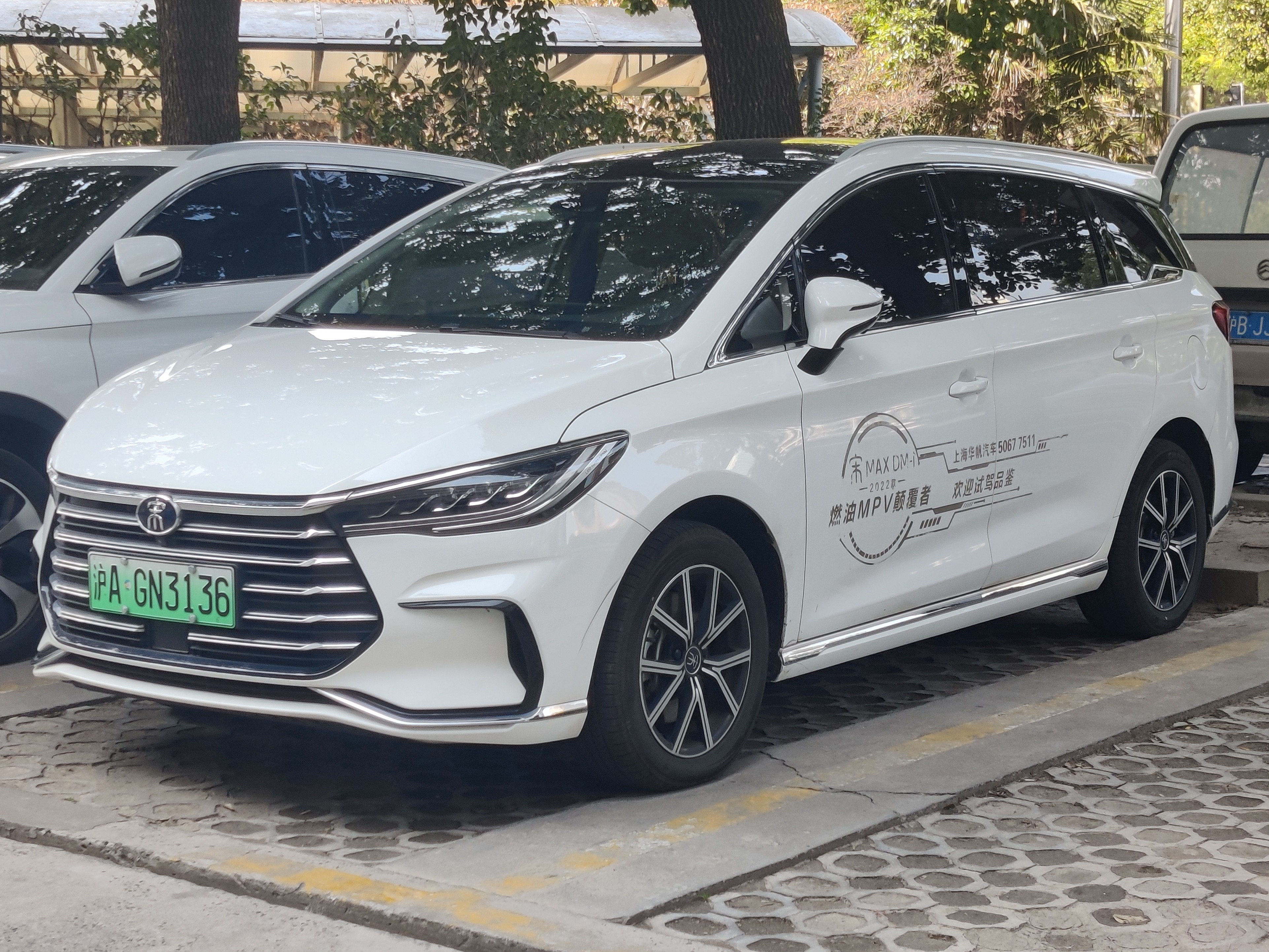
BYD Song Max DM-i
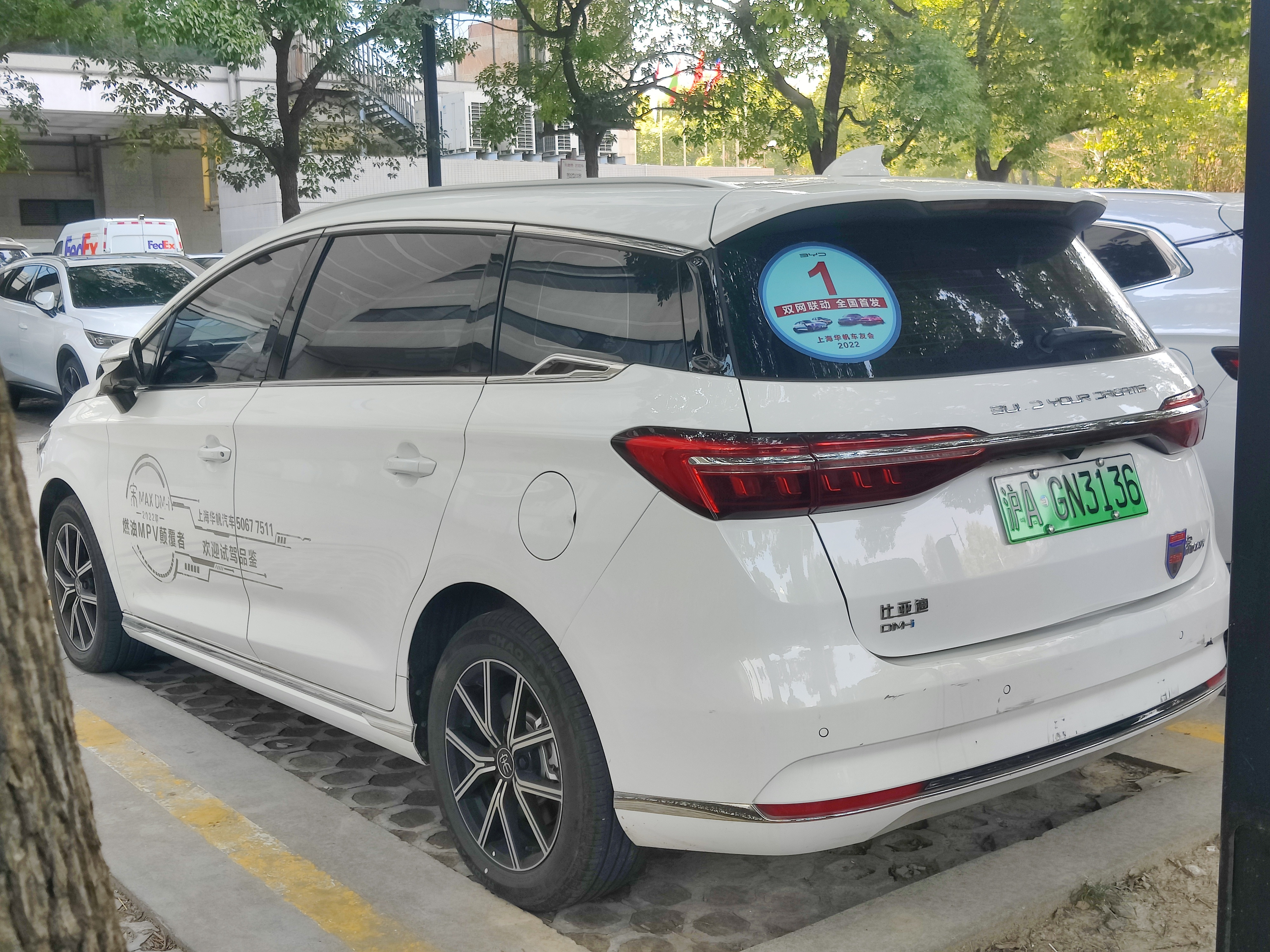
Вид сзади